# Gunnbjørn
Gunnbjørn (dánsky Gunnbjørn Fjeld, také nazýván Hvitserk) je nejvyšší horou Grónska. Nachází se v pohoří Watkins na východním pobřeží ostrova. Pojmenována je po legendárním Vikingovi Gunnbjørnu Ulfssonovi z 9. století, který Grónsko v roce 875 objevil. Gunnbjørn je typickým příkladem nunataku, skalnaté hory prorážející okolní ledovec. Údaje o jeho výšce se různí, někdy bývá udávána výška 3700 metrů.